# Psałterz z Faddan More

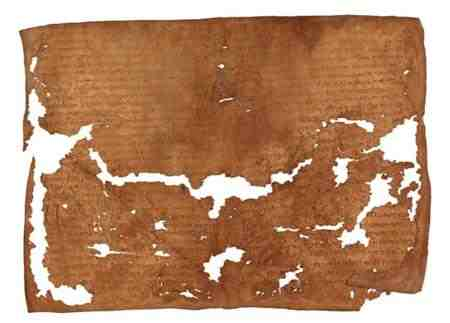
Odzyskana karta Psałterza z Faddan More

Psałterz z Faddan More – łaciński psałterz powstały pomiędzy VI a VIII wiekiem n.e., znaleziony na torfowisku w okolicy irlandzkiej miejscowości Faddan More (irl. An Feadán Mór) w hrabstwie Tipperary 20 lipca 2006 roku. Jest to jeden z najstarszych manuskryptów odkrytych w Irlandii.

## Historia odkrycia
Manuskrypt został odkryty po południu 20 lipca 2006 roku w trakcie wykopywania torfu pozyskiwanego z torfowiska na eksport do szklarni i szkółek hodowlanych w Holandii. Operator koparki, Eddie Fogarty, na łyżce koparki dostrzegł przedmiot, który zwrócił jego uwagę. Zatrzymał maszynę i postanowił sprawdzić co wykopał. Okazało się, że jest to stara, zniszczona księga w skórzanej oprawie. Zadzwonił na posterunek policji a funkcjonariusze wezwali na miejsce zdarzenia miejscowego historyka. Prace przerwano, a teren zabezpieczono. Na miejsce odkrycia ściągnięto przedstawiciela Muzeum Narodowego z Dublina.
Stwierdzono, że nieznanego pochodzenia księga nie uległa całkowitemu zniszczeniu dzięki konserwacyjnym właściwościom torfu. By więc jej nie uszkodzić poprzez wystawienie na działanie promieni słonecznych i temperatury zewnętrznej przewieziono ją wraz z torfem, w którym się znajdowała, do pracowni konserwatorskiej Muzeum Narodowego w Dublinie i umieszczono w specjalnie wychłodzonym pomieszczeniu o temperaturze 14 °C.
W trakcie dalszych prac sprawdzających na stanowisku w Faddan More Bog, odnaleziono również fragmenty skórzanej torby, w której prawdopodobnie księga była przenoszona. Stąd archeolodzy wysunęli wniosek, że rękopis został pospiesznie wyniesiony z pobliskiego klasztoru i celowo ukryty w torfowisku. Mógł to zrobić jeden z zakonników, który być może uciekał z klasztoru podczas jakiegoś najazdu wikingów.
W VIII wieku Irlandia była wielokrotnie najeżdżana i grabiona przez wikingów, którzy w czasie swoich łupieżczych wypraw palili liczne kompleksy zamieszkałe przez zakonników, a zgromadzone w nich dobra grabili. Po sprawdzeniu rozmieszczenia wczesnośredniowiecznych klasztorów na terenie współczesnego hrabstwa Tipperary badacze doszli do wniosku, że psałterz pochodzi najprawdopodobniej z najbliższego klasztoru w Birr, oddalonego o 7 kilometrów od Faddan More Bog.

## Badania rękopisu
Pierwotnie karty psałterza miały format 30 na 26 cm. Ponieważ w momencie odnalezienia księga była otwarta na Psalmie 83 według numeracji Septuaginty (Psalm 84 według numeracji hebrajskiej) ustalono, że jest to psałterz. Wstępne badania wskazały, że strony manuskryptu zostały sporządzone z welinu a jego oprawa jest wykonana ze skóry. Całe zaś znalezisko było nasączone torfowymi ingredientami przez co zachodziła obawa, że manuskrypt ulegnie zniszczeniu po zastosowaniu tradycyjnych metod konserwacji i odnowy zabytku. Wiek rękopisu oszacowano na około 700-800 rok n.e.
Ze względu na wyjątkową wartość wykopanego woluminu zaproszono do Dublina międzynarodowych ekspertów z Anglii, Francji oraz Izraela. By choćby częściowo ocalić i rozdzielić zlepione torfem karty zastosowano metodę suszenia próżniowego. Po wysuszeniu psałterza zaczęto proces kompletowania jego poszczególnych stron. Pomimo że księga trzynaście wieków przeleżała w torfie, udało się uratować 30% jej zawartości.

## Oprawa
W trakcie czyszczenia skórzanej oprawy okazało się, że zawiera ona niespodziewaną podszewkę. Znajdował się w niej papirus włożony pod skórę celem ujędrnienia okładek. Szczegółowa analiza papirusu wykazała, że pochodzi on z IV w. n.e. a został wytworzony w Egipcie. W  ten sposób włożony pod oprawę papirus potwierdził wysuwane wcześniej teorie o bezpośrednich kontaktach kościoła koptyjskiego z klasztorami w Irlandii.
W ocenie badaczy z Irlandzkiego Muzeum Narodowego papirus może być pierwszym ważnym dowodem wpływu koptyjskiego na kształtowanie się chrześcijaństwa na wyspie. Zdaniem archeologów możliwe jest też, że cała okładka manuskryptu powstała w Egipcie a następnie była wykorzystywana do oprawienia kilku ksiąg po sobie. W końcu poprzez Rzym albo Konstantynopol trafiła do Irlandii, gdzie użyto jej do oprawy zbioru psalmów. Na afrykańskie pochodzenie oprawy wskazuje nie tylko sam papirus, ale również styl, w jakim została wykonana. We wczesnym średniowieczu w Egipcie i na Bliskim Wschodzie powstawało wiele chrześcijańskich rękopisów, które później były bardzo cenione w całej Europie.